# Moscon
Družina Moscon (tudi Mosconi, Moscone, Moschon) je bila premožna rodbina na slovenskem, ki izhaja iz severne Italije iz province Bergamo. Ustanovitelj naj bi bil Andrea de Fogaroli rojen leta 1372 v Leffeu z nadimkom "il Moscone". Skoraj petsto let živijo tudi v Sloveniji (tedaj Kranjska pod Habzburžani, v času Turških vpadov), predvsem na gradovih v Posavju: Šrajbarski turn (1581 - 1653), Laško (1620-1665), Planina pri Sevnici (1588-1768), Ortnek (1589 - 1650), Sevnica (1595 - 1675), Pišece (1595 - 1940), Logatec (1597-1618), Višnja Gora (okrog 1600), Polhov gradec (1618 - 1642), Klevevž (1622- 1635), Mokrice (1637-1693), Rajhenburg (1639-1680), Rocen (1650 - 1671), Pipanov grad pri Radovljici (1685-1701), Jablje pri Mengšu (druga polovica 17. st), Majšperk (1710-1801), Ptuj - mali grad (1740-1773), Logatec, Ribnica, Ruperčvrh, Slovenske Konjice in Dobrava pri Kostanjevici. 

## Prvi Mosconi na Kranjskem
Med prvimi Mosconi na Kranjskem se je v začetku 16. stoletja nastanil na Ptuju trgovec meščanskega stanu Aleksander Moscon. Aleksander je trgoval z živino in kožami iz Madžarske v Italijo. Okrog leta 1527 se je v Ljubljani pojavil Inocenc Moscon, ki se je preselil iz Beljaka. Drug član rodbine Franc Moscon (1520-1602) se je naselil v Vojni krajini in se poročil s Katarino Frančiško Valvasor. Imela sta pet sinov: Aleksandra, Inocenca, Petra, Mihaela in Marka Antona.
Rodbina Moscon je tesno povezana Janezom Krstnikom Valvasorjem, originalno Zuan Baptista Valvasor (približno 1500-1581), ki je sredi 16. stoletja v iskanju novih podjetnih priložnosti prišel na Kranjsko iz mesta Telgate. S trgovino je kmalu zelo obogatel in leta 1547 postal ljubljanski meščan, kar pomeni začetek strmega vzpona na družbeni lestvici in najbrž od Celjskih grofov kupil Šrajbarski Turn pri Krškem. S svojo ženo Emerenciano ni imel otrok in je v svoji oporoki 3. avgusta 1581 zapustil gospostvo trem nečakom baronom Mosconom: Petru, Mihaelu in Marku. Najpomembnejša določba oporoke je nastala iz želje, da bi ime Valvasor še nadalje živelo na Kranjskem. Janez Krstnik je namreč gospostvo Medijo zapustil soimenjaku Hieronimu Valvasorju (čeprav nista bila v sorodu) s pogojem, da se poroči in ostane v deželi. Če bo imel moške potomce, mu morajo bratje Mosconi izplačati še 10.000 goldinarjev. Vnuk Hieronima Janez Vajkard Valvasor je znan slovenski polihistor.

## Vzpon Mosconov
Mosconi so se s spretnim trgovanjem in spletanjem sorodstvenih vezi hitro vzpenjali po družbeni lestvici. Ena veja je bila leta 1617 povzdignjeni v barone, leta 1628 jim je Cesar Ferdinand II podelil grb, leta 1709 so bili povzdvignjeni v grofe, cesar Karel VI pa jih je povzdignil v svobodne gospode leta 1715. 

Inocenc Moscon (1545-1618/23) od Valvasorjeve dediščine ni dobil veliko, vendar mu je stric že v mladosti omogočil najboljše šolanje in ga uvedel v trgovske posle. V zaledju Vojne krajine si je pridobil veliko bogastvo. Leta 1570 se je poročil z baronico Ano Aichelburško s katero je imel tri hčere: Katarina, Marija in Felicita in Janeza Krstnika. Leta 1595 je solnograški nadškof Wolf Ditrich, kljub nasprotovanju rimskega papeža Klementa VIII. prodal Sevnico, Pišece in Reštanj pri Rajhenburgu Inocencu Mosconu za 33.000 goldinarjev. Na Sevniškem gradu v grajski kapeli naj bi bil Inocenc tudi pokopan.
Janez Krstnik Moscon ali Hans Baptist Moscon (1575-1646/47), edini dedič Sevnice, Krškega, Pišec, Radeč, Žusma in Polhovega Gradca, se je poročil dvakrat in v obeh zakonih imel po štiri otroke. Najprej z Ano Marijo Khisl, s katero je domnevno imel sina Jošta Jožefa, nato pa leta 1602 z Marto Gregorijanec z Mokric s katero naj bi imel Janeza Jakoba. Tretji sin Vid Jakob je leta 1636 od očeta prejel gospostvo Polhov Gradec, leta 1639 pa je kupil Rajhenburg od Ane Regine Breuner. Podatkov o njegovi ženi in otrocih ni. Leta 1642 je Ludviku pl. Edlingu in ženi Ani Suzani prodal Polhov Gradec ter se posvetil gospodarjenju na Rajhenburgu. V času njegovega bivanja na Rajhenburgu je med letoma 1646 in 1652 v teh krajih razsajala najhujša kuga. Vid Jakob je umrl na Rajhenburgu leta 1653, očitno brez potomcev, saj je po njegovi smrti Rajhenburg prevzel brat Jošt Jožef s Sevnice.
Jošt Jožef ali Jobst Josef Moscon (?-1673) je podedoval Sevnico. Leta 1653 je kupil tudi Turn pod Rajhenburgom, leta 1655 pa dvor Rožno z 61 hubami. Baron Jošt Jožef Moscon je bil v prvem zakonu od leta 1631 poročen z grofico Elizabeto Erdödy, s katero sta imela hčerko edinko Elizabeto, pred letom 1656 pa se je poročil z grofico Barbaro Draškovic. Hči Ana Elizabeta se je leta 1649 poročila s karlovškim generalom, grofom Herbardom Auerspergom s Šrajbarskega turna. Cesar Leopold I. je v decembru 1666 podelil Joštu Jožefu Mosconu krvno sodišče pri gradu Rajhenburg, na isti dan pa mu je z drugo listino podelil fevd v »Rasepacher Pfarre«.
Janez Jakob ali Johann Jakob (1621-1661) je podedoval Pišece. Leta 1648 se je poročil Heleno Elizabeto Schaffer, s katero je imel dve hčerki, ki sta kmalu umrli in sina Janeza Krstnika. Kmetje so bili v 17. stoletju obremenjeni z vse večjimi bremeni. Novemu davku so se uprli leta 1661. Janez Jakob je bil strasten lovec in so ga pod pretvezo, da so opazili divje svinje, graščaka zvabili iz gradu in ga počasi ubili. Kar pa je morala žena gledati, preden so jo vrgli s stolpa. Pozneje se je sin Janez Krstnik neusmiljeno maščeval upornikom, saj je bil takrat po naključju pri babici v Gradcu.
Janez Krstnik ali Johann Bapist Moscon (1650-1674) je podedoval Pišece. Leta 1672 se je poročil z Izabelo Petronello Marenzi in imel hčer Lauro Marijo.
Janez Pavel ali Johann Paul Moscon (1640-1714), nečak Mihaela Moscona se je po smrti Janeza Krstnika poročil z Izabelo in postal lastnik Pišec. Imel je dve hčeri in sina Janeza Jakoba. Leta 1753 je ustanovil družinski fidejkomis, obliko premoženja, ki služi ohranitvi družinskega posestva v moškem rodu. Janez Jakob (1676-1753), Franc Karel (1710-1770), Franc Karel Alojz (1744-1820), Anton Albert (1782-1822), in Franc Ksaver (1750-1838) so bili dediči Pišečkega gradu.
Anton Albert Moscon se je rodil 18. marca 1727 v Gradcu. Bil je znan pomolog. v Gradcu je nasadil veliko drevesnico z drevesno šolo, pozneje tudi v Pišecah, kjer je ustanovil v gradu šolo in sam plačeval učitelja. Umrl je 16. januarja 1822 v Gradcu.

## Zadnji potomec Mosconov
Grof Jurij Alfred Moscon se je rodil 30. aprila 1839. v Trstu. Pred drugo svetovno vojno je bil štajerski deželni in državni poslanec. Zavzemal se je za: gospodarske potrebe Brežiškega okraja, obnovo vinogradov ki jih je uničila trtna uš, cestne povezave in regulacijske zadeve. Bil je tudi župan Pišec in načelnik okraja. Umrl je 15. januarja 1927 na Pišecah. Alfred je imel s hrvaško baronico Ido Ožegović hčer Marijo, ki se je poročila z baronom Rihardom Buttlarjem. Njun sin Alfed Buttlar-Moscon je leta 1925 prevzel Pišečki grad, vendar je zaradi slabega vodenja bil prisiljen prodati ljubljanskemu Pokojninskemu zavodu in mariborski Mestni hranilnici leta 1938.